# Paratamboicus tocantinus
Paratamboicus tocantinus is een hooiwagen uit de familie Sclerosomatidae.